# Spilosoma hunana
Spilosoma hunana là một loài bướm đêm thuộc phân họ Arctiinae, họ Erebidae.